# مارلین فاروژیا
مارلین فاروژیا (زادهٔ ۲۴ ژوئیه ۱۹۶۶) سیاستمدار مالتی، نماینده پیشین مجلس نمایندگان مالت و رهبر سابق حزب دموکراتیک است. او پیش‌تر عضو حزب ملی‌گرا بود و در انتخابات عمومی ۱۹۹۶ و ۱۹۹۸ از سوی این حزب نامزد شد. سپس به حزب کارگر پیوست و در انتخابات ۲۰۰۸ و ۲۰۱۳ به مجلس راه یافت، اما در سال ۲۰۱۵ از عضویت در این حزب استعفا داد. او در سال ۲۰۱۶ حزب دموکراتیک را تأسیس کرد، اما در سال ۲۰۱۹ از آن کناره‌گیری کرد.

## حرفه سیاسی
فاروژیا نخستین بار در سال ۱۹۹۶ وارد عرصه سیاست شد و با نام «مارلین پولیچینو» در انتخابات شورای محلی از سوی حزب ملی‌گرا نامزد شد. او در انتخابات محلی زبوگ برگزیده شد و بین سال‌های ۱۹۹۶ تا ۱۹۹۹ در این شورا خدمت کرد. او سپس در انتخابات عمومی ۱۹۹۸ به‌عنوان نامزد حزب ملی‌گرا شرکت کرد اما تنها ۳۱۱ رأی در مرحله نخست از حوزه انتخابیه پنجم کسب کرد و موفق به ورود به مجلس نشد.
پس از همه‌پرسی عضویت مالت در اتحادیه اروپا که در سال ۲۰۰۳ برگزار شد، فاروژیا به حزب کارگر پیوست. او در انتخابات عمومی ۲۰۰۸ از سوی این حزب نامزد شد و از حوزه انتخابیه پنجم با مجموع ۳٬۳۷۵ رأی در مرحله نخست انتخاب شد. او در انتخابات ۲۰۱۳ نیز از همان حوزه انتخاب شد و ۲٬۵۲۵ رأی در مرحله نخست به دست آورد.
در ۴ دسامبر ۲۰۱۸، فاروژیا از مردم خواست تا «در برابر زورگویی در همه جا و در هر زمان ایستادگی کنند»؛ این اظهارات در واکنش به نشست پارلمان مالت بیان شد که در آن وزیر اقتصاد، کریس کاردونا، در تهدیدی علیه او و شریک زندگی‌اش گادفری فاروژیا گفت: «نوبت شما هم خواهد رسید».

### حزب دموکراتیک
پس از بروز اختلافاتی با حزب کارگر، فاروژیا در ۱۷ نوامبر ۲۰۱۵ از این حزب استعفا داد و به تنها نماینده مستقل در پارلمان مالت تبدیل شد. او سپس حزب دموکراتیک را تأسیس کرد و به‌عنوان نخستین رهبر و تنها نماینده آن در مجلس فعالیت کرد. او در انتخابات عمومی ۲۰۱۷ مجدداً به پارلمان راه یافت و بدین ترتیب، نخستین نماینده مجلس از یک حزب سوم پس از سال ۱۹۶۲ شد. او به مخالفت با سوءاستفاده‌های دولت کارگری ادامه داد و از تظاهرات فعالان جامعه مدنی برای «حقیقت و عدالت» در آوریل ۲۰۱۸ حمایت کرد. او همچنین مدیریت دولت در موضوع تحقیقات پرونده اگرانت را مورد انتقاد قرار داد، پرونده‌ای که در آن تلاش شد سایر اتهامات فساد پنهان بماند. او در سال ۲۰۱۷ از رهبری حزب دموکراتیک کناره‌گیری کرد و در سال ۲۰۱۹ به‌طور کامل از این حزب خارج شد.

### دیدگاه‌های سیاسی
فاروژیا به صراحت بیان در اظهار دیدگاه‌های خود شهرت دارد و بارها از حزب خود در موضوعات مختلفی از جمله مسائل اجتماعی، مسائل زیست‌محیطی، توسعه و همچنین حکمرانی انتقاد کرده است. او موضع سیاسی خود را چپ میانه تعریف می‌کند، با این حال، او تحت تأثیر کاتولیک رومی نیز خود قرار دارد.
فاروژیا همچنین در مسائل مربوط به حفاظت از محیط زیست فعال بوده است به‌ویژه در جریان جنجال مرتبط با مؤسسه آمریکایی مالت. او از منتقدان سرسخت دخالت کنراد میتسی و رئیس دفتر نخست‌وزیر مالت، کیت شمبری، در افشای اوراق پاناما بوده است.
در طول دوران فعالیت خود، فاروژیا اغلب مواضعی علیه سقط جنین، انجماد جنین و توزیع قرص‌های ضدبارداری اتخاذ کرده است. با این حال، در ماه مه ۲۰۲۱، او لایحه‌ای را به پارلمان ارائه کرد که پیشنهاد جرم‌زدایی از سقط جنین را مطرح می‌کرد و استدلال کرد که حمایت از زندگی نباید در تضاد با حق تعیین سرنوشت و حقوق باروری زنان تلقی شود.

## ملک و املاک
فاروژیا مالک برج کاوالیر در قرندی است.